# Aparecida do Taboado
Pour les articles homonymes, voir Aparecida.
Aparecida do Taboado est une municipalité brésilienne de l'État de Mato Grosso do Sul et la Microrégion de Paranaíba.

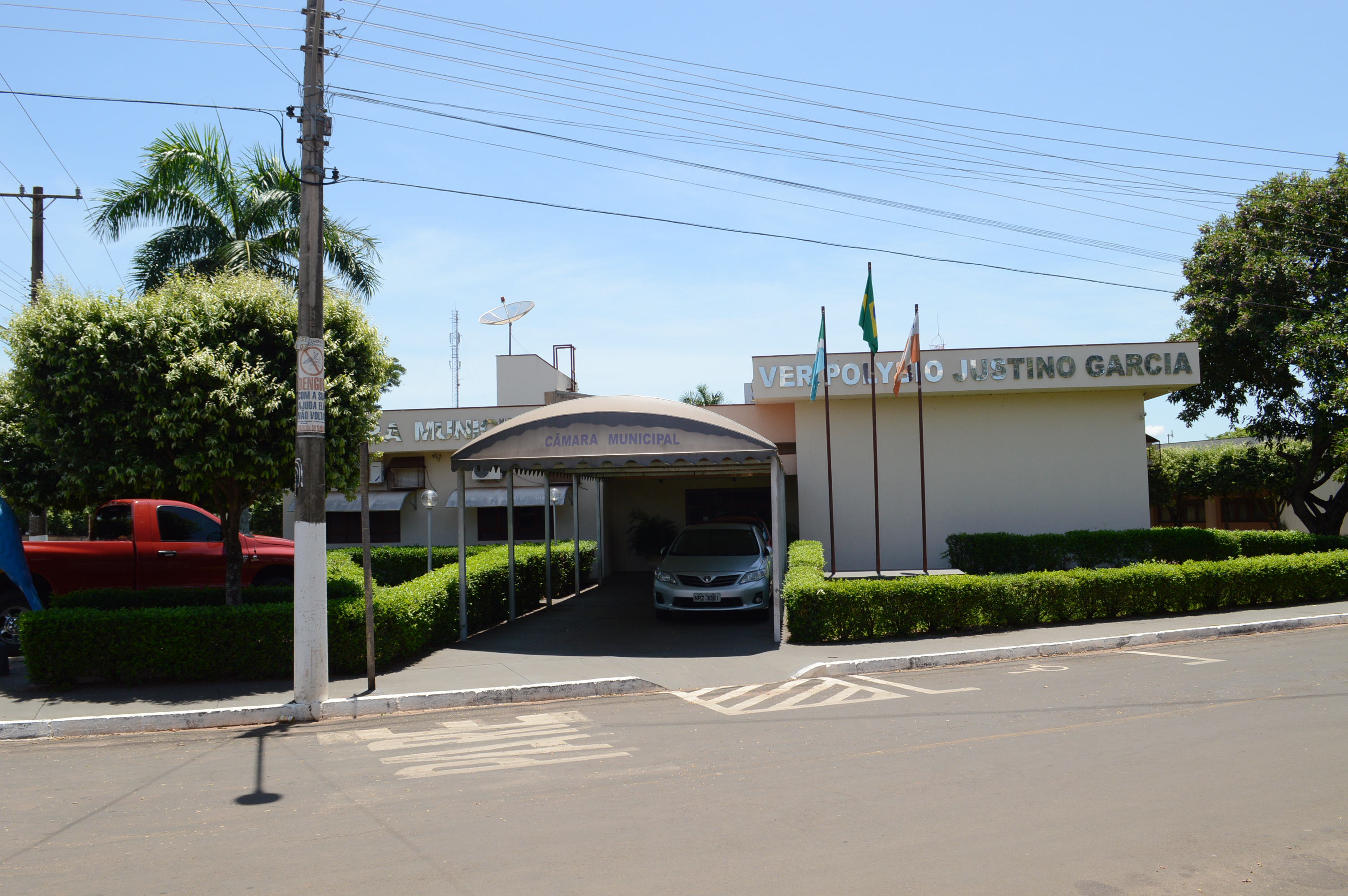
Pont rail-route Rollemberg-Vuolo, qui traverse Aparecida do Taboado